# 1632 Sieböhme
1632 Sieböhme è un asteroide della fascia principale del diametro medio di circa 26,7 km. Scoperto nel 1941, presenta un'orbita caratterizzata da un semiasse maggiore pari a 2,6566176 UA e da un'eccentricità di 0,1361579, inclinata di 5,71417° rispetto all'eclittica.
L'asteroide è dedicato all'astronomo tedesco Siegfried Böhme (1909-1996).